# Cricotopus cumulatus
Cricotopus cumulatus är en insektsart som beskrevs av Hirvenoja 1973. Cricotopus cumulatus ingår i släktet Cricotopus, och familjen fjädermyggor. Enligt den finländska rödlistan är arten sårbar i Finland. Arten är reproducerande i Sverige. Artens livsmiljö är sjöar. Inga underarter finns listade i Catalogue of Life.